# Анар
Анар Расул огли́ Рза́єв, відомий як Анар (азерб. Anar Rəsul oğlu Rzayev; нар. 14 березня 1938 року, Баку, Азербайджанська РСР, СРСР) — радянський і азербайджанський письменник, режисер і сценарист, громадський діяч. Народний письменник Азербайджану (1998). Лауреат Державної премії Азербайджанської РСР (1980).
Українською мовою твори Анара перекладав М. М. Мірошниченко.

## Біографія
Народився в сім'ї поетів. Його батько Расул Рза і мати Нігяр Рафібейлі були визнаними в країні поетами. У 1945 році вступив до музичної школи імені Бюльбюля і в 1955 році закінчив її з відзнакою. Того ж року вступив на філологічний факультет Азербайджанського державного університету. Закінчив АДУ в 1960 році, також закінчив Вищі сценарні курси в Москві 1964 року, Вищі режисерські курси в Москві. Член КПРС з 1967 року.
19 лютого 2014 року був обраний першим головою Спілки письменників тюркомовних держав, створеної за результатами VI Конгресу редакторів літературних журналів тюркського світу в м. Ескішехір (Туреччина).